# Atsushi Hiwasa
Atsushi Hiwasa (日和佐篤; nacido en Hyogo el 22 de mayo de 1987) es un jugador de rugby japonés, que juega de medio melé para la selección de rugby de Japón y para Suntory Sungoliath en la Top League japonesa. Comenzó a jugar para el club en 2010.
Debutó con Japón en un partido contra la selección de rugby de Hong Kong, celebrado en Hong Kong el 30 de abril de 2011. Atsushi Hiwasa recibió el premio al mejor jugador emergente del Cinco Naciones de Asia inaugural, después de una fantástica temporada que le vio ganar sus dos primeras internacionalidades con Japón.
Hiwasa formó parte del equipo japonés que participó en la Copa Mundial de Rugby de 2011, y jugó cuatro partidos con los Brave Blossoms.
Formó parte de la selección japonesa que participó en la Copa Mundial de Rugby de 2015. De nuevo, jugó los cuatro partidos de la fase de grupos, contra Sudáfrica, Escocia, Samoa y los Estados Unidos.
Su único ensayo internacional hasta la fecha (noviembre de 2015) fue en un partido contra los Emiratos Árabes Unidos celebrado en Dubái en 10 de mayo de 2013.